# 天链一号05星
天鏈一號05星是中國的第一代数据中继卫星系统天链一号的第五颗卫星。于北京時間2021年7月6日23时53分在西昌衛星發射中心使用「長征三號丙」運載火箭順利發射升空，並顺利进入預定軌道。至此，中國的第一代数据中继卫星5星连捷。

## 功能
天链一号中继卫星系统除了为中国中、低轨道资源卫星提供数据中继服务，为航天器发射提供测控支持之外，更重要的是为中国神舟飞船、天宫目标飞行器和载人航天提供数据中继和测控服务。

## 研发单位
“天链一号05星”由中国航天科技集团公司所属中国空间技术研究院的通信导航部抓总研制。